# Taylor Spivey
Taylor Spivey (* 13. April 1991 in Redondo Beach, Kalifornien) ist eine US-amerikanische Triathletin.

## Werdegang
Taylor Spivey wurde 2015 Dritte bei der Nationalen Meisterschaft auf der Triathlon-Sprintdistanz und sie konnte diesen Erfolg 2017 wiederholen.
Im Juni 2017 holte sie sich mit dem zweiten Rang in Leeds ihre erste Medaille in einem ITU-Weltmeisterschaftsrennen auf der Triathlon-Kurzdistanz (1,5 km Schwimmen, 40 km Radfahren und 10 km Laufen) und die damals 26-Jährige belegte in der Jahreswertung der WM-Rennserie den zwölften Rang.
Die Weltmeisterschaftsrennserie 2018 beendete sie nach dem letzten Rennen im September als drittbeste US-Amerikanerin auf dem achten Rang und 2019 als zweitbeste auf dem vierten Rang.
Im September 2020 wurde die damals 29-Jährige in Hamburg wieder Vierte bei der Weltmeisterschaft – die Rennserie der ITU war im Zuge der Coronavirus-Pandemie auf ein einziges, entscheidendes Rennen über die Sprintdistanz reduziert worden. In der Saison 2021 wurde sie wieder für das US-Nationalteam nominiert.
Mit dem fünften Rang im Grand Final der ITU World Championship Series 2021 belegte Spivey den dritten Rang in der Weltmeisterschaftsrennserie 2021.
2022 wurde sie in Montreal Dritte bei der ITU-Weltmeisterschaft, im Staffel-Team zusammen mit Seth Rider, Kevin Mcdowell und Summer Rappaport.
Im März 2023 wurde die 31-Jährige Dritte im ersten Rennen der ITU World Championship Series 2023 auf der Sprintdistanz in Abu Dhabi.

### Olympische Sommerspiele 2024
Sie qualifizierte sich für einen Startplatz bei den Olympischen Spielen 2024 und belegte im Juli in Paris als beste US-amerikanische Athletin den zehnten Rang.
In der gemischten Staffel holte sie im August zusammen mit Seth Rider, Morgan Pearson und Taylor Knibb die Silbermedaille für die Vereinigten Staaten.
Taylor Spivey lebt in Redondo Beach (Kalifornien).

## Sportliche Erfolge
| Datum/Jahr    | Rang | Wettbewerb                                          | Austragungsort | Zeit     | Bemerkung                                                                               |
| ------------- | ---- | --------------------------------------------------- | -------------- | -------- | --------------------------------------------------------------------------------------- |
| 12. Juli 2025 | 10   | ITU World Championship Series 2025                  | Hamburg        | 00:56:59 |                                                                                         |
| 5. Aug. 2024  | 2    | Olympische Sommerspiele 2024, Mixed Relay           | Paris          | 01:25:40 | in der gemischten Staffel mit Seth Rider, Morgan Pearson und Taylor Knibb               |
| 31. Juli 2024 | 10   | Olympische Sommerspiele 2024                        | Paris          | 01:57:11 |                                                                                         |
| 11. Mai 2024  | 4    | ITU World Championship Series 2024                  | Yokohama       | 01:53:25 |                                                                                         |
| 13. Mai 2023  | 4    | ITU World Championship Series 2023                  | Yokohama       | 01:54:14 |                                                                                         |
| 3. März 2023  | 3    | ITU World Championship Series 2023                  | Abu Dhabi      | 00:58:27 |                                                                                         |
| 6. Nov. 2022  | 5    | ITU World Championship Series 2022                  | Bermuda        | 02:04:05 |                                                                                         |
| 26. Juni 2022 | 3    | ITU Sprint Triathlon World Championship Mixed Relay | Montreal       |          | Weltmeisterschaft, im Team zusammen mit Seth Rider, Kevin Mcdowell und Summer Rappaport |
| 11. Juni 2022 | 4    | ITU World Championship Series 2022                  | Leeds          | 00:59:22 |                                                                                         |
| 14. Mai 2022  | 8    | ITU World Championship Series 2022                  | Yokohama       | 01:54:36 |                                                                                         |
| 5. Nov. 2021  | 11   | ITU World Championship Series 2021                  | Abu Dhabi      | 00:57:51 |                                                                                         |
| 21. Aug. 2021 | 5    | ITU World Championship Series 2021                  | Edmonton       | 01:56:16 | Grand Final                                                                             |
| 13. Aug. 2021 | 3    | ITU World Championship Series 2021                  | Montreal       | 00:23:24 |                                                                                         |
| 15. Mai 2021  | 4    | ITU World Championship Series 2021                  | Yokohama       | 01:55:23 |                                                                                         |
| 5. Sep. 2020  | 4    | ITU World Championship Series 2020                  | Hamburg        | 00:54:47 | Weltmeisterschaft                                                                       |
| 31. Aug. 2019 | 9    | ITU World Championship Series 2019                  | Lausanne       | 02:05:40 |                                                                                         |
| 15. Aug. 2019 | 8    | ITU World Triathlon Olympic Qualification Event     | Tokyo          | 01:41:38 |                                                                                         |
| 8. März 2019  | 2    | ITU World Championship Series 2019                  | Abu Dhabi      | 00:55:57 | erstes Rennen der Saison                                                                |
| 4. Nov. 2018  | 1    | Super League Mallorca                               | Manacor        |          | Erstaustragung auf Mallorca                                                             |
| 28. Okt. 2018 | 4    | Super League Malta                                  | Malta          |          | Vierte beim ersten Start im mehrtägigen Rennformat, hinter Katie Zaferes                |
| 22. Sep. 2018 | 1    | ITU Triathlon World Cup                             | Weihai         | 02:08:02 |                                                                                         |
| 15. Sep. 2018 | 7    | ITU World Championship Series 2018                  | Gold Coast     | 01:53:28 | Grand Final                                                                             |
| 11. Juni 2017 | 2    | ITU World Championship Series 2017                  | Leeds          | 01:58:32 | Zweite hinter Flora Duffy                                                               |
| 28. Mai 2017  | 2    | ITU Triathlon World Cup                             | Madrid         | 02:08:56 | Zweite hinter der Britin Georgia Taylor-Brown                                           |
| 11. März 2017 | 3    | USA Sprint Triathlon National Championship          | Sarasota       |          | Nationale Meisterschaft Triathlon Sprintdistanz                                         |
| 18. Sep. 2015 | 6    | USA Triathlon National Championships                | Chicago        | 02:03:13 |                                                                                         |
| 8. Aug. 2015  | 3    | USA Sprint Triathlon National Championship          | Milwaukee      |          | Nationale Meisterschaft Triathlon Sprintdistanz                                         |
| 29. Juni 2014 | 5    | USA Triathlon National Championships                | Chicago        | 02:05:10 | 37. Rang im Rennen der ITU World Championship Series 2014                               |

| Datum/Jahr    | Rang | Wettbewerb          | Austragungsort | Zeit     | Bemerkung                                        |
| ------------- | ---- | ------------------- | -------------- | -------- | ------------------------------------------------ |
| 5. Apr. 2025  | 5    | T100 Singapur       | Singapur       | 03:54:39 | 2 km Schwimmen, 80 km Radfahren und 18 km Laufen |
| 19. Okt. 2024 | 5    | T100 Lake Las Vegas | Lake Las Vegas | 03:47:57 | hinter Taylor Knibb                              |